# بوریس آندریف
بوریس آندریف (روسی: Бори́с Фёдорович Андре́ев؛ ‏ ۹ فوریهٔ ۱۹۱۵ – ۲۵ آوریل ۱۹۸۲) بازیگر اهل اتحاد جماهیر شوروی سوسیالیستی بود. وی بین سال‌های ۱۹۳۹ تا ۱۹۸۲ میلادی فعالیت می‌کرد.
از فیلم‌ها یا برنامه‌های تلویزیونی که وی در آن نقش داشته است، می‌توان به وقایع‌نگاری سال‌های پرتب‌وتاب، شعر دریا، خانواده بزرگ، خرگوش و سیب و کازاک اشاره کرد.
وی همچنین برنده جوایزی همچون نشان لنین و جایزه هنرمند مردمی اتحاد جماهیر شوروی شده است.